# 나카가와 히데마사
나카가와 히데마사(일본어: 中川秀政 なかがわ ひでまさ[*], 에이로쿠 11년(1568년) ~ 덴쇼 20년 음력 10월 24일(1592년 11월 27일))는 아즈치모모야마 시대에 활약한 무장 겸 다이묘이다. 아버지는 나카가와 기요히데. 분고 오카번 초대 번주인 나카가와 히데시게의 형이다. 처로는 오다 노부나가의 딸 쓰루히메(鶴姫)가 있다. 관위는 우에몬후(右衛門尉)이다.

## 생애
아버지와 함께 오다 노부나가를 섬겼으며 노부나가 사후 하시바 히데요시를 섬겼다. 1583년 시즈가타케 전투에서 아버지 나카가와 기요히데가 사쿠마 노리마사의 공격을 받고 전사하자, 셋쓰 이바라키 5만 석의 영주로 대를 이었다. 1584년 고마키·나가쿠테 전투에 참전했고, 1585년 시코쿠 정벌에서도 공을 세웠기 때문에 하리마국 미키 6만 5천여 석에 가증이봉된다.
1587년 규슈 정벌, 1590년 오다와라 정벌, 1592년 임진왜란에도 참전하여 조선으로 건너갔다. 수원 부근에서의 매사냥 중 조선군의 습격을 받아 향년 25세에 전사했다. 이런 탓에 히데요시의 질책과 영지가 몰수될 것을 우려해 은폐하였지만 도리어 발각되어 히데요시의 화를 돋구었다. 하지만 아버지 기요히데의 공적을 고려해 동생 히데시게로의 영지 상속을 윤허했다.
단 《조선왕조실록》에서는 평수정(平秀政)으로 기록되어 있으며, 한응인(韓應寅)의 서장에 의하면 포로로 잡혀 명나라에 호송된 후, 사형에 처해졌다고 전해진다.

## 같이 보기
- 이바라키성